# Viola rostrata
Viola rostrata Muhl. ex Pursh – gatunek roślin z rodziny fiołkowatych (Violaceae). Występuje naturalnie w zachodniej części Ameryki Północnej. W całym swym zasięgu jest gatunkiem najmniejszej troski, ale regionalnie – w Quebecu, Wisconsin i Massachusetts – jest zagrożony.

## Rozmieszczenie geograficzne
Rośnie naturalnie w zachodniej części Ameryki Północnej. Został zaobserwowany w Kanadzie (w prowincjach Ontario i Quebec) oraz Stanach Zjednoczonych (w Alabamie, Connecticut, Georgii, Indianie, Kentucky, Marylandzie, Massachusetts, Michigan, New Jersey, stanie Nowy Jork, Północnej Karolinie, Ohio, Pensylwanii, Południowej Karolinie, Tennessee, Vermoncie, Wirginii, Wirginii Zachodniej i Wisconsin).

## Morfologia

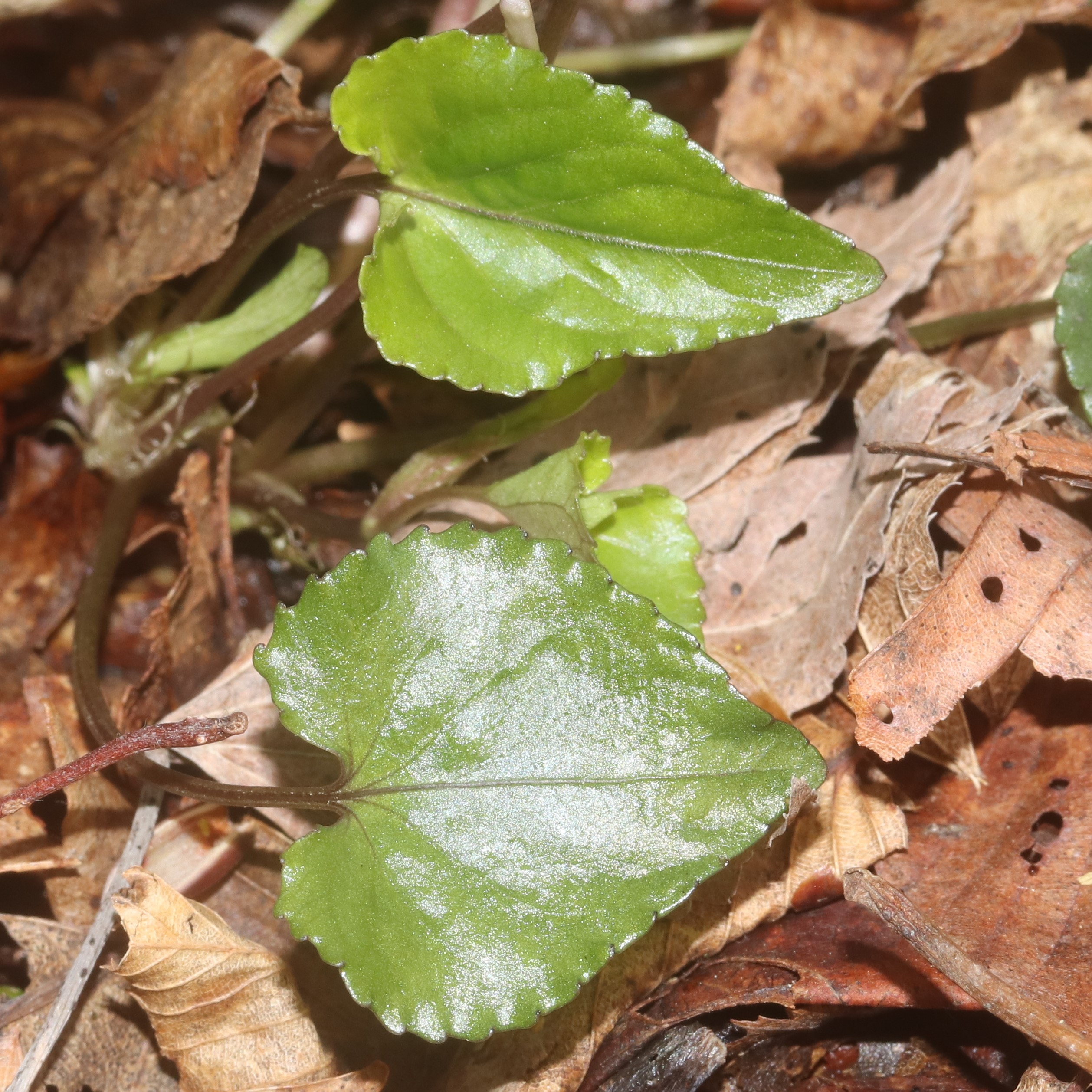
Liście

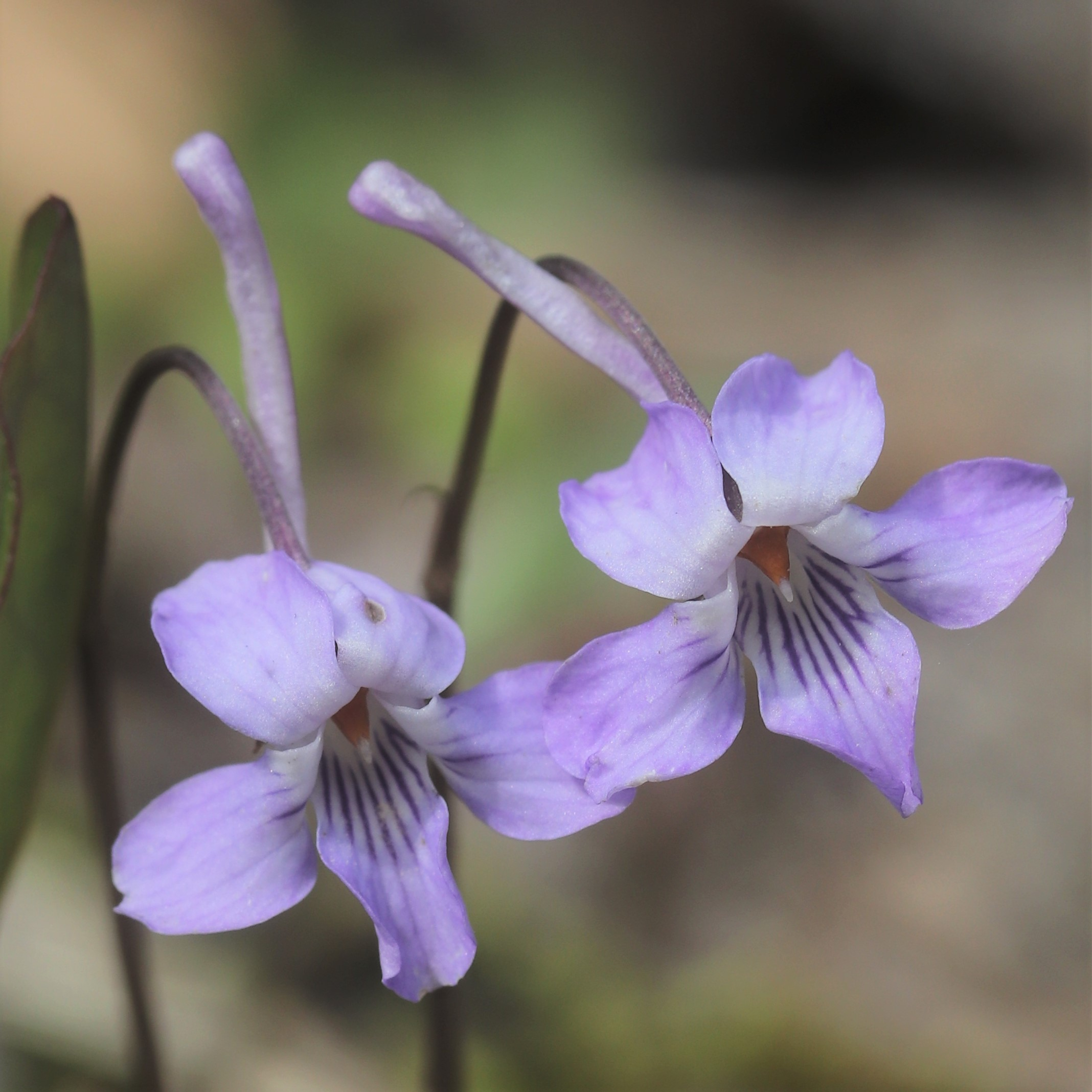
Kwiaty

PokrójBylina dorastająca do 5–20 cm wysokości. Pędy w liczbie od 1 do 7, są wznoszące się lub wyprostowane (często opadające podczas kwitnienia), nagie. Tworzy mięsiste kłącza.
LiścieLiście odziomkowe są od jednego do pięciu, ich blaszka liściowa ma nerkowaty lub jajowaty kształt, mierzy 1–4,5 cm długości oraz 1–4 cm szerokości, jest karbowana lub piłkowana na brzegu, ma nasadę od sercowatej do szeroko sercowatej i wierzchołek od tępego do ostrego, jej powierzchnia jest czasami z purpurowymi plamkami, zazwyczaj owłosiona, przeważnie u góry przy nasadzie, choć sporadycznie jest naga, liście są osadzone na nagim ogonku liściowym o długości 1–9,6 cm, przylistki są lancetowate, pierzaste, o ostrym wierzchołku. Liście łodygowe są podobnej wielkości co odziomkowe, lecz mają krótsze ogonki liściowe (0,4–4 cm długości), blaszka liściowa ma kształt od jajowatego do deltoidalnego, ma sercowatą nasadę i wierzchołek od spiczastego do ostrego.
KwiatyPojedyncze, osadzone na zazwyczaj nagich szypułkach o długości 5–9 cm, wyrastających z kątów pędów. Mają działki kielicha o lancetowatym kształcie. Płatki mają blado lawendowo-fioletową barwę na obu powierzchniach, białe u nasady, trzy płatki dolne mają fioletowo-czarne żyłki, wszystkie są bez brody, najniższy płatek mierzy 8–20 mm długości, posiada podługowatą ostrogę o długości 10–20 mm (ma najdłuższą ostrogę ze wszystkich północnoamerykańskich gatunków fiołków) i białej barwie z fioletowym lub lawendowym odcieniem.
OwoceNagie torebki mierzące 4–6 mm długości, o elipsoidalnym kształcie. Nasiona mają barwę od beżowej do brązowej i osiągają 1,3–2 mm długości.

## Biologia i ekologia
Rośnie w lasach, na żyznym, umiarkowanie wilgotnym lub suchym i dobrze przepuszczalne podłożu. Występuje na wysokości od 200 do 1800 m n.p.m. Kwitnie od kwietnia do maja.

## Zmienność
V. rostrata podobno krzyżuje się z fiołkiem labradorskim tworząc mieszańca V. × malteana House oraz z V. striata, z hybrydyzacji których powstaje V. × brauniae Grover ex Cooperrider.